# Бульонка

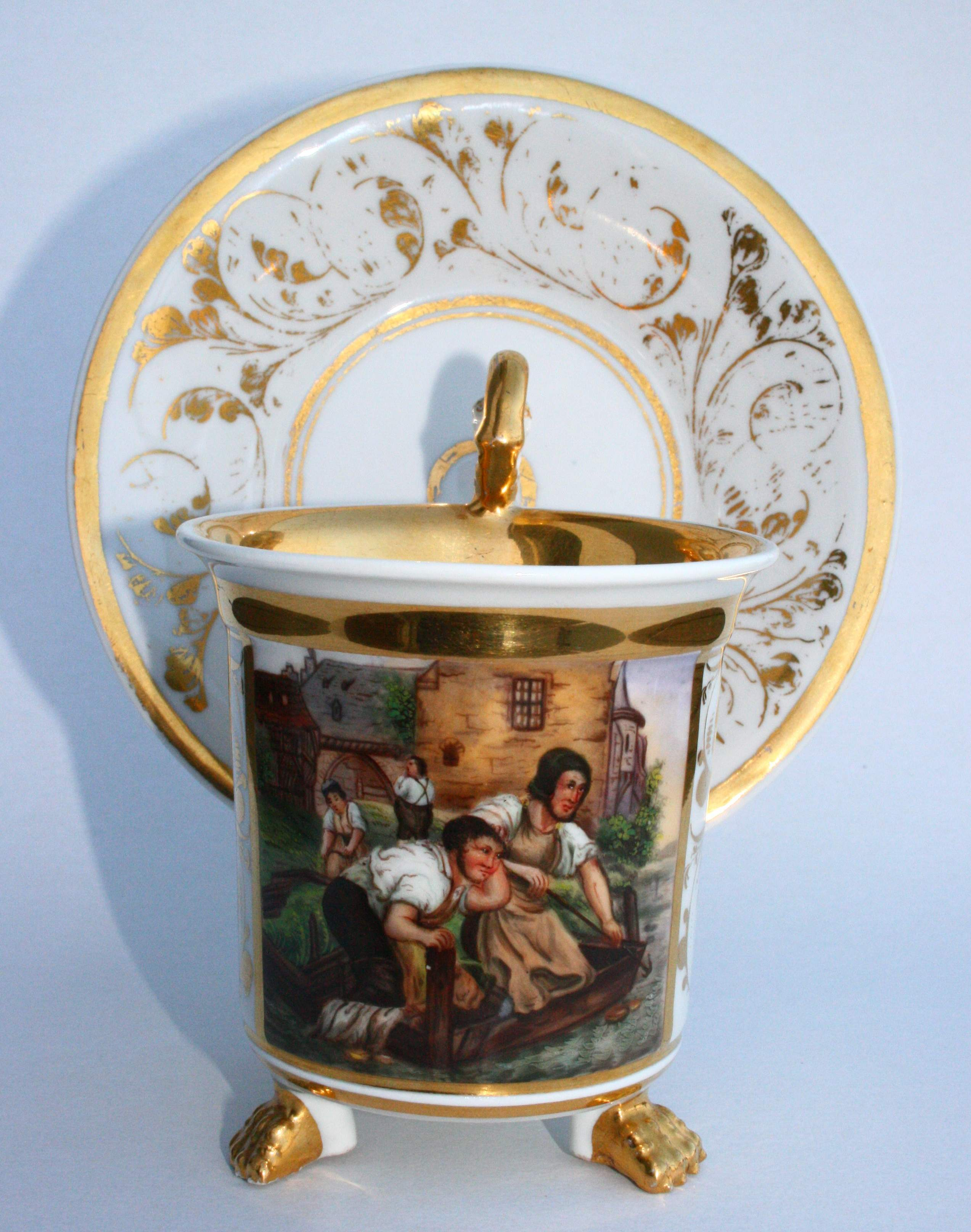
Индивидуальная бульонка с блюдцем и крышкой

Бульо́нка — предмет столовой посуды из фарфора или фаянса для подачи бульона на стол. Бульонка похожа на супник и представляет собой сосуд в форме полушара с крышкой и двумя ручками.
Бульон также сервируют к столу порционно, и тогда индивидуальная бульонка выглядит как чайная чашка с блюдцем. Такую бульонку также называют бульонной чашкой или бульонной парой. В отличие от бульонной тарелки, к бульонке не подаётся ложка. Бульон из индивидуальной бульонки пьют, как из чашки. При сервировке ручку индивидуальной бульонки следует повернуть вправо.
В курсе для советских товароведов (1969) отмечалось, что бульонки, наряду с суповыми вазами и соусниками, почти вышли из употребления и по этой причине не включаются в составы некоторых сервизов.